# Campionato dei Caraibi di rugby a 15 2008
Il campionato dei Caraibi di rugby 2008 (in inglese 2008 NAWIRA Rugby Championship) fu la 3ª edizione del campionato dei Caraibi di rugby a 15 organizzata dal NACRA, la confederazione continentale rugbistica centro-nordamericana.
Esso si tenne dal 29 marzo al 26 aprile 2008 a George Town nelle Isole Cayman e vide impegnate 9 squadre nazionali, ridotte a 8 tramite un preliminare che riguardò le due con il ranking più basso, che si affrontarono in un torneo a eliminazione diretta.
La competizione servì anche come primo turno delle qualificazioni americane alla Coppa del Mondo di rugby 2011: la squadra vincente, infatti, oltre a laurearsi campione dei Caraibi, fu ammessa al turno successivo di qualificazione al torneo mondiale per spareggiare contro la vincente del Sudamericano "B" 2008.
Le squadre sconfitte ai quarti di finale furono impegnate in un torneo per i posti dal quinto all'ottavo.
La finale si tenne tra Trinidad e Tobago e Guyana e fu vinta per 40-24 dai primi, che così si laurearono campioni caraibici e proseguirono nel cammino di qualificazione alla Coppa del Mondo; la gara fu diretta dal noto arbitro inglese Tony Spreadbury.

## Turno preliminare
| Kingstown 29 marzo 2008 | Saint Vincent e Grenadine | 7 – 47 | Messico |  |

## Torneo 1º-4º posto
|  | Quarti di finale  | Quarti di finale |                   |         | Semifinali                | Semifinali                |  |  | Finale         | Finale |
|  |                   |                  |                   |         |                           |                           |  |  |                |        |
|  | 20 aprile 2008    |                  |                   |         |                           |                           |  |  |                |        |
|  |                   |                  |                   |         |                           |                           |  |  |                |        |
|  | Isole Cayman      | 12               |                   |         |                           |                           |  |  |                |        |
|  | Isole Cayman      | 12               | 23 aprile 2008    |         |                           |                           |  |  |                |        |
|  | Trinidad e Tobago | 39               |                   |         |                           |                           |  |  |                |        |
|  | Trinidad e Tobago | 39               | Trinidad e Tobago | 56      |                           |                           |  |  |                |        |
|  | 20 aprile 2008    |                  | Trinidad e Tobago | 56      |                           |                           |  |  |                |        |
|  |                   | Barbados         | 0                 |         |                           |                           |  |  |                |        |
|  | Barbados          | Barbados         | 0                 | 21      |                           |                           |  |  |                |        |
|  | Barbados          |                  | 26 aprile 2008    | 21      |                           |                           |  |  |                |        |
|  | Messico           | 20               |                   |         |                           |                           |  |  |                |        |
|  | Messico           | 20               | Trinidad e Tobago | 40      |                           |                           |  |  |                |        |
|  | 20 aprile 2008    |                  | Trinidad e Tobago | 40      |                           |                           |  |  |                |        |
|  |                   | Guyana           | 24                |         |                           |                           |  |  |                |        |
|  | Guyana            | Guyana           | 24                | 10      |                           |                           |  |  |                |        |
|  | Guyana            | 23 aprile 2008   |                   | 10      |                           |                           |  |  |                |        |
|  | Giamaica          | 3                |                   |         |                           |                           |  |  |                |        |
|  | Giamaica          | 3                | Guyana            | 25      | Finale per il terzo posto | Finale per il terzo posto |  |  |                |        |
|  | 20 aprile 2008    |                  | Guyana            | 25      | Finale per il terzo posto | Finale per il terzo posto |  |  |                |        |
|  |                   | Bermuda          | 13                |         |                           |                           |  |  |                |        |
|  | Bahamas           | Bermuda          | 13                | 13      | Barbados                  | 6                         |  |  |                |        |
|  | Bahamas           |                  |                   | 13      | Barbados                  | 6                         |  |  |                |        |
|  | Bermuda           | 29               |                   | Bermuda | 14                        |                           |  |  |                |        |
|  | Bermuda           | 29               |                   |         | 14                        |                           |  |  |                |        |
|  |                   |                  |                   |         |                           |                           |  |  | 26 aprile 2008 |        |
|  |                   |                  |                   |         |                           |                           |  |  |                |        |

### Quarti di finale
| George Town 20 aprile 2008 | Isole Cayman | 12 – 39 | Trinidad e Tobago | Truman Bodden Sports Complex |

| George Town 20 aprile 2008 | Guyana | 10 – 3 | Giamaica | Truman Bodden Sports Complex |

| George Town 20 aprile 2008 | Bahamas | 13 – 29 | Bermuda | Truman Bodden Sports Complex |

| George Town 20 aprile 2008 | Barbados | 21 – 20 | Messico | Truman Bodden Sports Complex |

### Semifinali
| George Town 23 aprile 2008 | Trinidad e Tobago | 56 – 0 | Barbados | Truman Bodden Sports Complex\| Arbitro: \| Paul Bretz \| |
| Arbitro:                   | Paul Bretz        |        |          |                                                          |

| George Town 23 aprile 2008 | Bermuda         | 13 – 25 | Guyana | Truman Bodden Sports Complex\| Arbitro: \| Tony Spreadbury \| |
| Arbitro:                   | Tony Spreadbury |         |        |                                                               |

### Finale 3º posto
| George Town 26 aprile 2008 | Bermuda | 17 – 6 | Barbados |  |

### Finale
| George Town 26 aprile 2008, ore 16 UTC-5 | Trinidad e Tobago | 40 – 24 | Guyana | Truman Bodden Stadium\| Arbitro: \| Tony Spreadbury \| |
| Arbitro:                                 | Tony Spreadbury   |         |        |                                                        |

## Torneo 5º-8º posto
|  | Semifinali   | Semifinali   | Semifinali |         |         | Finale 5º posto | Finale 5º posto | Finale 5º posto |  |
|  |              |              |            |         |         |                 |                 |                 |  |
|  | Isole Cayman | Isole Cayman | 6          |         |         |                 |                 |                 |  |
|  | Isole Cayman | Isole Cayman | 6          |         |         |                 |                 |                 |  |
|  | Messico      | Messico      | 13         |         |         |                 |                 |                 |  |
|  | Messico      | Messico      | 13         |         | Messico | Messico         | 17              |                 |  |
|  |              |              |            |         | Messico | Messico         | 17              |                 |  |
|  |              |              | Bahamas    | Bahamas | 23      |                 |                 |                 |  |
|  | Giamaica     | Giamaica     | Bahamas    | Bahamas | 23      | 12              |                 |                 |  |
|  | Giamaica     | Giamaica     |            |         |         | 12              |                 |                 |  |
|  | Isole Cayman | Isole Cayman | 6          |         |         | Finale 7º posto | Finale 7º posto | Finale 7º posto |  |
|  | Isole Cayman | Isole Cayman | 6          |         |         |                 |                 |                 |  |
|  |              |              |            |         |         |                 |                 |                 |  |
|  |              |              |            |         |         | Isole Cayman    | Isole Cayman    | 11              |  |
|  |              |              |            |         |         | Isole Cayman    | Isole Cayman    | 11              |  |
|  |              |              |            |         |         | Giamaica        | Giamaica        | 10              |  |

### Semifinali
| George Town 23 aprile 2008 | Isole Cayman | 6 – 13 | Messico |  |

| George Town 23 aprile 2008 | Bahamas | 19 – 12 | Giamaica |  |

### Finale 7º posto
| George Town 26 aprile 2008 | Isole Cayman | 11 – 10 | Giamaica |  |

### Finale 5º posto
| George Town 26 aprile 2008 | Bahamas | 23 – 17 | Messico |  |